# Barbra: The Ultimate Collection
Barbra: The Ultimate Collection é uma coletânea musical da cantora estadunidense Barbra Streisand. Lançada em 25 de outubro de 2010, pela Legacy Recordings/Columbia Records, reúne canções do catálogo da cantora entre 1964 e 2009, como os sucessos "Woman in Love", "Evergreen", "The Way We Were", "No More Tears (Enough Is Enough)" e "People" e outros singles que obtiveram repercussão moderada, tais como: "I've Dreamed of You", "Send in the Clowns" e "Smile". Ao contrário das demais coletâneas oficiais da artista, essa não foi lançada nos Estados Unidos.
As resenhas dos críticos de música foram favoráveis. Jon O'Brien, do site AllMusic avaliou com três estrelas e meia de cinco e escreveu que devido a popularidade da cantora na série de televisão Glee e a comemoração de cinco décadas com um álbum em número um no Reino Unido, "não poderia ter chegado em melhor hora". Ele também escreveu que apesar de algumas omissões notáveis, como a de "My Heart Belongs to Me", representou "uma tentativa corajosa de pintar o mais amplo quadro possível de sua ilustre carreira em apenas um único disco". Os sites ingleses contactmusic.com e Express, elogiaram-no e o avaliaram com 4.5/5 e 5/5, respectivamente.
Comercialmente, estreou na posição de número oito, na parada de sucessos da Official Charts Company, do Reino Unido, permanecendo na mesma por um total de trinta semanas. Em 20 de dezembro de 2013, foi certificada com um disco de platina no país, por mais de trezentas mil cópias vendidas, pela British Phonographic Industry. Também recebeu um certificado de disco de ouro, pela Magyar Hanglemezkiadók Szövetsége, na Hungria, por mais de três mil cópias vendidas. Apareceu nas tabelas musicais de diversos países europeus, como Espanha, Irlanda, Países Baixos e Suíça, bem como no México, na Nova Zelândia e no Canadá (ver tabela abaixo).

## Lista de faixas
Créditos adaptados do encarte do CD Barbra: The Ultimate Collection, de 2010.
| N.º | Título                                                      | Compositor(es)                                        | Álbum original                            | Duração |  |
| 1.  | "Woman in Love"                                             | Barry Gibb / Robin Gibb                               | Guilty                                    | 3:52    |  |
| 2.  | "Evergreen"                                                 | Barbra Streisand / Paul Williams                      | A Star Is Born                            | 3:06    |  |
| 3.  | "The Way We Were"                                           | Alan Bergman / Marilyn Bergman / Marvin Hamlisch      | The Way We Were                           | 3:31    |  |
| 4.  | "You Don't Bring Me Flowers" (dueto com Neil Diamond)       | N. Diamond / A. Bergman / M. Bergman                  | Barbra Streisand's Greatest Hits Volume 2 | 3:23    |  |
| 5.  | "Guilty" (dueto com Barry Gibb)                             | B. Gibb / R. Gibb / Maurice Gibb                      | Guilty                                    | 4:24    |  |
| 6.  | "No More Tears (Enough Is Enough)" (dueto com Donna Summer) | Paul Jabara / Bruce Roberts                           | Wet                                       | 4:44    |  |
| 7.  | "Don't Rain On My Parade"                                   | Jule Styne / Bob Merrill                              | Funny Girl: Original Soundtrack Recording | 2:45    |  |
| 8.  | "Memory"                                                    | Andrew Lloyd Webber                                   | Memories                                  | 3:53    |  |
| 9.  | "Papa, Can you Hear Me?"                                    | Michel Legrand / A. Bergman / M. Bergman              | Yentl: Original Motion Picture Soundtrack | 3:31    |  |
| 10. | "As If We Never Said Goodbye"                               | Webber / Don Black / Christopher Hampton / Amy Powers | Back to Broadway                          | 4:43    |  |
| 11. | "Tell Him" (dueto com Celine Dion)                          | David Foster / Walter Afanasieff / Linda Thompson     | Higher Ground                             | 4:51    |  |
| 12. | "Stranger In A Strange Land"                                | B. Gibb / Ashley Gibb / Stephen Gibb                  | Guilty Pleasures                          | 4:50    |  |
| 13. | "I've Dreamed Of You"                                       | Rolf Lovland / Ann Hampton Callaway                   | A Love Like Ours                          | 4:52    |  |
| 14. | "Send In The Clowns"                                        | Stephen Sondheim                                      | The Broadway Album                        | 4:42    |  |
| 15. | "People"                                                    | J. Styne / B. Merrill                                 | People                                    | 3:41    |  |
| 16. | "Smile"                                                     | Charles Chaplin / John Turner / Geoffrey Parsons      | de The Movie Album                        | 4:16    |  |
| 17. | "In The Wee Small Hours Of The Morning"                     | Bob Hilliard / David Mann                             | Love Is the Answer                        | 4:02    |  |
| 18. | "Somewhere"                                                 | Leonard Bernstein / S. Sondheim                       | The Broadway Album                        | 4:46    |  |

## Tabelas

### Tabelas semanais
| Tabela musical (2010)         | Melhor posição |
| ----------------------------- | -------------- |
| Canadá (Billboard)            | 24             |
| Países Baixos (Dutch Charts)  | 32             |
| Irlanda (IRMA)                | 28             |
| México (Top 100)              | 69             |
| Nova Zelândia (RMNZ)          | 11             |
| Espanha (PROMUSICAE)          | 73             |
| Suíça (Schweizer Hitparade)   | 81             |
| Reino Unido (UK Albums Chart) | 8              |

## Certificações e vendas
| País              | Certificação | Vendas  |
| ----------------- | ------------ | ------- |
| Hungria (MAHASZ)  | Ouro         | 3,000   |
| Reino Unido (BPI) | Platina      | 300,000 |